# Nav (province du Kurdistan, Iran)
Nav (persan : ناو, également romanisé comme Nāv ; également connu sous le nom de Nao) est un village dans le district de Shalyar, lequel fait partie du Kurdistan iranien. Lors du recensement de 2006, sa population était de 724 personnes réparties dans 173 foyers.